# 立水橋站
立水橋站是北京地铁5号线和13号线的一座换乘站，位于北京市朝阳区来广营地区立汤路（213省道）、立水桥北路、双沙铁路、安立路交叉口。

## 位置
本站位于立汤路与双沙铁路（东北环线）交汇处西侧，因在立水桥北而得名。

## 出口
這個站有3個出口：A（13号线北），B1（5号线东）、B2（5号线东）。
|                           |                |                                                          |      |
|                           |                |                                                          |      |
| 編號                      | 指示           | 建議前往的目的地                                         | 照片 |
| 连通 13号线站厅           |                |                                                          |      |
| 出口 · A · 无障碍通道标志 |                | 奥北中心、合立方、北京北                                 |      |
| 连通 5号线站厅            |                |                                                          |      |
| 出口 · B · 1              | 立汤路（西侧） | 公交地铁立水桥站、石油化工管理干部学院、塞纳维拉水景花园 |      |
| 出口 · B · 2              | 立汤路（西侧） | 立城苑小区、立水桥公园                                   |      |
| 註： 設有 \| 設有         |                |                                                          |      |

## 结构
13号线车站是高架站，5号线车站是地面站，5号线轨道在13号线下方。两线车站均为侧式站台设计。本站西北象限设有一条5号线与13号线之间的联络线，供列车进行车务调度使用。5号线月台北端及13号线月台西端设有均设有一条渡线。

### 楼层分布
| 地上二层 13号线站台层             | 侧式站台，右側開门            | 侧式站台，右側開门                    |
| 地上二层 13号线站台层             | █ 13号线往西直门（霍营）      |                                       |
| 地上二层 13号线站台层             | █ 13号线往东直门（北苑）      |                                       |
| 地上二层 13号线站台层             | 侧式站台，右側開门            |                                       |
| 地上一层 5号线站台层 13号线站厅层 | 13号线站厅                    | A口、票务服务、自动售票机、一卡通充值 |
| 地上一层 5号线站台层 13号线站厅层 | 侧式站台，右側開門            |                                       |
| 地上一层 5号线站台层 13号线站厅层 | █ 5号线往天通苑北（天通苑南） |                                       |
| 地上一层 5号线站台层 13号线站厅层 | █ 5号线往宋家庄（立水桥南）   |                                       |
| 地上一层 5号线站台层 13号线站厅层 | 侧式站台，右側開门            |                                       |
| 地下一层 5号线站厅层              | 5号线站厅                     | B口、票务服务、自动售票机、一卡通充值 |

## 圖片
- 5号线北行站台（2021年2月摄）
- 5号线站廳（2017年3月摄）
- 5號線下層站廳（2023年3月攝）
- 13號線站廳（2023年3月攝）
- 換乘廳（2023年3月攝）
- 13号线西行站台（2021年2月摄）
- 轉車通道（2017年3月摄）